# BAFTA al millor actor
El BAFTA al millor actor és un dels premis BAFTA atorgats per la British Academy of Film and Television Arts (BAFTA) en una cerimònia anual des de 1953, en reconeixement de la millor representació masculina en un paper principal. Entre els anys 1953 i 1968 estava dividit en dues categories diferents: millor actor britànic i millor actor estranger; del 1985 a l'actualitat, es coneix com a "millor actor en un paper protagonista".

## Guanyadors i nominats
Els anys indicats són aquells en què es va celebrar la cerimònia, que té lloc l'any següent de l'estrena de les pel·lícules en qüestió.

### Dècada del 1950

#### Millor actor britànic
| Any              | Actor                                                 | Pel·lícula                             | Personatge |
| ---------------- | ----------------------------------------------------- | -------------------------------------- | ---------- |
| 1953             |                                                       |                                        |            |
| Ralph Richardson | The Sound Barrier                                     | John Ridgefield                        |            |
| Laurence Olivier | Carrie                                                | George Hurstwood                       |            |
| Alastair Sim     | Folly to Be Wise                                      | Capità William Paris                   |            |
| Jack Hawkins     | Mandy                                                 | Dick Searle                            |            |
| James Hayter     | The Pickwick Papers (pel·lícula de 1952)              | Samuel Pickwick                        |            |
| Nigel Patrick    | The Sound Barrier                                     | Tony Garthwaite                        |            |
| 1954             |                                                       |                                        |            |
| John Gielgud     | Julius Caesar                                         | Cassius                                |            |
| Jack Hawkins     | The Cruel Sea (The Cruel Sea)                         | George Ericson                         |            |
| Kenneth More     | La Geneviève (Genevieve)                              | Ambrose Claverhouse                    |            |
| Trevor Howard    | The Heart of the Matter                               | Harry Scobie                           |            |
| Duncan Macrae    | The Kidnappers                                        | Jim MacKenzie                          |            |
| 1955             |                                                       |                                        |            |
| Kenneth More     | Doctor in the House                                   | Richard Grimsdyke                      |            |
| David Niven      | Carrington V.C.                                       | Charles "Copper" Carrington            |            |
| John Mills       | Hobson's Choice                                       | Will Mossop                            |            |
| Robert Donat     | Lease of Life                                         | Rev. William Thorne                    |            |
| Maurice Denham   | La plana encesa (The Purple Plain)                    | Blore                                  |            |
| Donald Wolfit    | Svengali                                              | Svengali                               |            |
| 1956             |                                                       |                                        |            |
| Laurence Olivier | Ricard III (Richard III)                              | Ricard III d'Anglaterra                |            |
| Alfie Bass       | The Bespoke Overcoat                                  | Fender                                 |            |
| Kenneth More     | The Deep Blue Sea                                     | Freddie Page                           |            |
| Michael Redgrave | The Night My Number Came Up                           | Air Mshl. Hardie                       |            |
| Alec Guinness    | The Prisoner                                          | el Cardenal                            |            |
| Jack Hawkins     | The Prisoner                                          | l'interrogador                         |            |
| 1957             |                                                       |                                        |            |
| Peter Finch      | A Town Like Alice                                     | Joe Harman                             |            |
| Jack Hawkins     | The Long Arm                                          | Tom Halliday                           |            |
| Kenneth More     | Reach for the Sky                                     | Douglas Bader                          |            |
| 1958             |                                                       |                                        |            |
| Alec Guinness    | El pont del riu Kwai (The Bridge on the River Kwai)   | Coronel Nicholson                      |            |
| Trevor Howard    | Manuela                                               | James Prothero                         |            |
| Laurence Olivier | El príncep i la corista (The Prince and the Showgirl) | Charles, príncep regent de Carpathia   |            |
| Michael Redgrave | Time Without Pity                                     | David Graham                           |            |
| Peter Finch      | Windom's Way                                          | Alec Windom                            |            |
| 1959             |                                                       |                                        |            |
| Trevor Howard    | La clau (The Key)                                     | Chris Ford                             |            |
| I.S. Johar       | Harry Black                                           | Bapu                                   |            |
| Anthony Quayle   | Ice Cold in Alex                                      | Capità van der Poel / Haupt. Otto Lutz |            |
| Laurence Harvey  | Un lloc a dalt de tot (Room at the Top)               | Joe Lampton                            |            |
| Donald Wolfit    | Un lloc a dalt de tot (Room at the Top)               | Mr. Brown                              |            |
| Michael Craig    | Sea of Sand                                           | Capità Tim Cotton                      |            |
| Terry-Thomas     | Tom Thumb                                             | Ivan                                   |            |

#### Millor actor estranger
| Any                 | Actor                                                    | Pel·lícula            | Personatge |
| ------------------- | -------------------------------------------------------- | --------------------- | ---------- |
| 1953                |                                                          |                       |            |
| Marlon Brando       | Viva Zapata!                                             | Emiliano Zapata       |            |
| Humphrey Bogart     | La reina d'Àfrica (The African Queen)                    | Charlie Allnut        |            |
| Fredric March       | La mort d'un viatjant (Death of a Salesman)              | Willy Loman           |            |
| Pierre Fresnay      | Dieu a besoin des hommes                                 | Thomas Gourvennec     |            |
| Francesco Golisano  | Miracle a Milà (Miracolo a Milano)                       | Totò                  |            |
| 1954                |                                                          |                       |            |
| Marlon Brando       | Julius Caesar                                            | Marc Antoni           |            |
| Spencer Tracy       | The Actress                                              | Clinton Jones         |            |
| Claude Laydu        | Journal d'un curé de campagne                            | sacerdot d'Ambricourt |            |
| Marcel Mouloudji    | Nous sommes tous des assassins                           | René Le Guen          |            |
| Eddie Albert        | Vacances a Roma (Roman Holiday)                          | Irving Radovich       |            |
| Gregory Peck        | Vacances a Roma (Roman Holiday)                          | Joe Bradley           |            |
| Van Heflin          | Arrels profundes (Shane)                                 | Joe Starrett          |            |
| 1955                |                                                          |                       |            |
| Marlon Brando       | La llei del silenci (On the Waterfront)                  | Terry Malloy          |            |
| José Ferrer         | El motí del Caine (The Caine Mutiny)                     | Barney Greenwald      |            |
| Fredric March       | Executive Suite                                          | Loren Phineas Shaw    |            |
| James Stewart       | The Glenn Miller Story                                   | Glenn Miller          |            |
| Neville Brand       | Riot in Cell Block 11                                    | James V. Dunn         |            |
| 1956                |                                                          |                       |            |
| Ernest Borgnine     | Marty                                                    | Marty Piletti         |            |
| James Dean (pòstum) | A l'est de l'edèn (East of Eden)                         | Cal Trask             |            |
| Jack Lemmon         | Escala a Hawaii (Mister Roberts)                         | Frank Thurlowe Pulver |            |
| Frank Sinatra       | No seràs un estrany (Not as a Stranger)                  | Alfred Boone          |            |
| Toshirô Mifune      | Shichinin no samurai                                     | Kikuchiyo             |            |
| Takashi Shimura     | Shichinin no samurai                                     | Kambei Shimada        |            |
| 1957                |                                                          |                       |            |
| François Périer     | Gervaise                                                 | Henri Coupeau         |            |
| Karl Malden         | Baby Doll                                                | Archie Lee Meighan    |            |
| Pierre Fresnay      | Le Défroqué                                              | Maurice Morand        |            |
| Frank Sinatra       | L'home del braç d'or (The Man with the Golden Arm)       | Frankie Machine       |            |
| Spencer Tracy       | The Mountain                                             | Zachary Teller        |            |
| William Holden      | Pícnic (Picnic)                                          | Hal Carter            |            |
| James Dean (pòstum) | Rebel sense causa (Rebel Without a Cause)                | Jim Stark             |            |
| Gunnar Björnstrand  | Somriures d'una nit d'estiu (Sommarnattens leende)       | Fredik Egerman        |            |
| 1958                |                                                          |                       |            |
| Henry Fonda         | Dotze homes sense pietat (12 Angry Men)                  | Jurat 8               |            |
| Sidney Poitier      | Edge of the City                                         | Tommy Tyler           |            |
| Ed Wynn             | The Great Man                                            | Paul Beaseley         |            |
| Robert Mitchum      | Heaven Knows, Mr. Allison                                | caporal Allison       |            |
| Pierre Brasseur     | Porta dels lilàs (Porte des Lilas)                       | Juju                  |            |
| Tony Curtis         | Xantatge a Broadway (Sweet Smell of Success)             | Sidney Falco          |            |
| Richard Basehart    | Llavis tancats (Time Limit)                              | Major Harry Cargill   |            |
| Jean Gabin          | La Traversée de Paris                                    | Grandgil              |            |
| 1959                |                                                          |                       |            |
| Sidney Poitier      | Fugitius (The Defiant Ones)                              | Noah Cullen           |            |
| Paul Newman         | La gata sobre la teulada de zinc (Cat on a Hot Tin Roof) | Brick Pollitt         |            |
| Tony Curtis         | Fugitius                                                 | John "Joker" Jackson  |            |
| Curd Jürgens        | The Enemy Below                                          | Capità von Stolberg   |            |
| Curd Jürgens        | The Inn of the Sixth Happiness                           | Capità Lin Nan        |            |
| Spencer Tracy       | L'últim hurra (The Last Hurrah)                          | Frank Skeffington     |            |
| Glenn Ford          | The Sheepman                                             | Jason Sweet           |            |
| Victor Sjöström     | Maduixes silvestres (Smultronstället)                    | Professor Isak Borg   |            |
| Charles Laughton    | Testimoni de càrrec (Witness for the Prosecution)        | Sir Wilfrid Robarts   |            |
| Marlon Brando       | El ball dels maleïts (The Young Lions)                   | Christian Diestl      |            |

### Dècada del 1960

#### Millor actor britànic
| Any                  | Actor                                                                                             | Pel·lícula                                                   | Personatge |
| -------------------- | ------------------------------------------------------------------------------------------------- | ------------------------------------------------------------ | ---------- |
| 1960                 |                                                                                                   |                                                              |            |
| Peter Sellers        | I'm All Right Jack                                                                                | Fred Kite                                                    |            |
| Laurence Olivier     | The Devil's Disciple                                                                              | John Burgoyne                                                |            |
| Laurence Harvey      | Expresso Bongo                                                                                    | Johnny Jackson                                               |            |
| Richard Burton       | Look Back in Anger                                                                                | Jimmy Porter                                                 |            |
| Peter Finch          | Història d'una monja (The Nun's Story)                                                            | Dr. Fortunati                                                |            |
| Stanley Baker        | Yesterday's Enemy                                                                                 | Capità Langford                                              |            |
| Gordon Jackson       | Yesterday's Enemy                                                                                 | Sergent MacKenzie                                            |            |
| 1961                 |                                                                                                   |                                                              |            |
| Peter Finch          | The Trials of Oscar Wilde                                                                         | Oscar Wilde                                                  |            |
| Richard Attenborough | The Angry Silence                                                                                 | Tom Curtis                                                   |            |
| Laurence Olivier     | The Entertainer                                                                                   | Archie Rice                                                  |            |
| Albert Finney        | Saturday Night and Sunday Morning                                                                 | Arthur Seaton                                                |            |
| John Fraser          | The Trials of Oscar Wilde                                                                         | Lord Alfred Douglas                                          |            |
| Alec Guinness        | Tunes of Glory                                                                                    | Major Jock Sinclair                                          |            |
| John Mills           | Tunes of Glory                                                                                    | Tinent Coronel Basil Barrow                                  |            |
| 1962                 |                                                                                                   |                                                              |            |
| Peter Finch          | No Love for Johnnie                                                                               | Johnnie Byrne                                                |            |
| Dirk Bogarde         | La víctima (Victim)                                                                               | Melville Farr                                                |            |
| 1963                 |                                                                                                   |                                                              |            |
| Peter O'Toole        | Lawrence d'Aràbia (Lawrence of Arabia)                                                            | T. E. Lawrence                                               |            |
| Richard Attenborough | The Dock Brief                                                                                    | Herbert Fowle                                                |            |
| Alan Bates           | A Kind of Loving                                                                                  | Victor 'Vic' Brown                                           |            |
| James Mason          | Lolita                                                                                            | Humbert Humbert                                              |            |
| Peter Sellers        | Only Two Can Play                                                                                 | John Lewis                                                   |            |
| Laurence Olivier     | Term of Trial                                                                                     | Graham Weir                                                  |            |
| 1964                 |                                                                                                   |                                                              |            |
| Dirk Bogarde         | The Servant (El servent)                                                                          | Hugo Barrett                                                 |            |
| Tom Courtenay        | Billy Liar                                                                                        | William Terrence 'Billy' Fisher                              |            |
| Richard Harris       | This Sporting Life                                                                                | Frank Machin                                                 |            |
| Albert Finney        | Tom Jones                                                                                         | Tom Jones                                                    |            |
| Hugh Griffith        | Tom Jones                                                                                         | Squire Western                                               |            |
| 1965                 |                                                                                                   |                                                              |            |
| Richard Attenborough | Guns at Batasi Séance on a Wet Afternoon                                                          | RSM Lauderdale                                               |            |
| Peter O'Toole        | Becket                                                                                            | Enric II d'Anglaterra                                        |            |
| Peter Sellers        | Doctor Strangelove (Dr. Strangelove or: How I Learned to Stop Worrying and Love the Bomb)         | Lionel Mandrake / President Merkin Muffley / Dr. Strangelove |            |
| Peter Sellers        | La Pantera Rosa (The Pink Panther)                                                                | Inspector Jacques Clouseau                                   |            |
| Tom Courtenay        | King & Country                                                                                    | Pvt. Arthur Hamp                                             |            |
| 1966                 |                                                                                                   |                                                              |            |
| Dirk Bogarde         | Darling                                                                                           | Robert Gold                                                  |            |
| Harry Andrews        | The Hill                                                                                          | RSM Wilson                                                   |            |
| Michael Caine        | L'expedient Ipcress (The Ipcress File)                                                            | Harry Palmer                                                 |            |
| Rex Harrison         | My Fair Lady                                                                                      | Professor Henry Higgins                                      |            |
| 1967                 |                                                                                                   |                                                              |            |
| Richard Burton       | The Spy Who Came in from the Cold Qui té por de Virginia Woolf? (Who's Afraid of Virginia Woolf?) | Alec Leamas George                                           |            |
| Michael Caine        | Alfie                                                                                             | Alfred "Alfie" Elkins                                        |            |
| Ralph Richardson     | Doctor Jivago (Doctor Zhivago)                                                                    | Alexander "Sasha" Gromeko                                    |            |
| Ralph Richardson     | Khartoum                                                                                          | William Ewart Gladstone                                      |            |
| Ralph Richardson     | La caixa de les sorpreses (The Wrong Box)                                                         | Joseph Finsbury                                              |            |
| David Warner         | Morgan – A Suitable Case for Treatment                                                            | Morgan Delt                                                  |            |
| 1968                 |                                                                                                   |                                                              |            |
| Paul Scofield        | Un home per a l'eternitat (A Man for All Seasons)                                                 | Sir Thomas More                                              |            |
| Dirk Bogarde         | Accident                                                                                          | Stephen                                                      |            |
| Dirk Bogarde         | Our Mother's House                                                                                | Charlie Hook                                                 |            |
| James Mason          | The Deadly Affair                                                                                 | Charles Dobbs                                                |            |
| Richard Burton       | L'amansiment de la fúria (The Taming of the Shrew)                                                | Petruchio                                                    |            |

#### Millor actor estranger
| Any                    | Actor                                                                                     | Pel·lícula                                 | Personatge |
| ---------------------- | ----------------------------------------------------------------------------------------- | ------------------------------------------ | ---------- |
| 1960                   |                                                                                           |                                            |            |
| Jack Lemmon            | Ningú no és perfecte (Some Like It Hot)                                                   | Jerry / "Daphne"                           |            |
| James Stewart          | Anatomia d'un assassinat (Anatomy of a Murder)                                            | Paul Biegler                               |            |
| Takashi Shimura        | Ikiru                                                                                     | Kanji Watanabe                             |            |
| Jean Desailly          | Maigret tend un piège                                                                     | Marcel Maurin                              |            |
| Jean Gabin             | Maigret tend un piège                                                                     | Jules Maigret                              |            |
| Zbigniew Cybulski      | Popiól i diament                                                                          | Maciek Chelmicki                           |            |
| 1961                   |                                                                                           |                                            |            |
| Jack Lemmon            | L'apartament (The Apartment)                                                              | C. C. Baxter                               |            |
| George Hamilton        | Crime and Punishment U.S.A.                                                               | Robert Cole                                |            |
| Burt Lancaster         | Elmer Gantry                                                                              | Elmer Gantry                               |            |
| Fredric March          | L'herència del vent (Inherit the Wind)                                                    | Matthew Harrison Brady                     |            |
| Spencer Tracy          | L'herència del vent (Inherit the Wind)                                                    | Henry Drummond                             |            |
| Yves Montand           | El multimilionari (Let's Make Love)                                                       | Jean-Marc Clement / Alexander Dumas        |            |
| 1962                   |                                                                                           |                                            |            |
| Paul Newman            | El vividor (The Hustler)                                                                  | "Fast Eddie" Felson                        |            |
| Vladimir Ivashov       | Bal·lada o soldate (Баллада o сoлдате)                                                    | Pvt. Alyosha Skvortsov                     |            |
| Alberto Sordi          | The Best of Enemies                                                                       | Captain Blasi                              |            |
| Montgomery Clift       | Els judicis de Nuremberg (Judgment at Nuremberg)                                          | Rudolph Petersen                           |            |
| Maximilian Schell      | Els judicis de Nuremberg (Judgment at Nuremberg)                                          | Hans Rolfe                                 |            |
| Sidney Poitier         | A Raisin in the Sun                                                                       | Walter Lee Younger                         |            |
| Philippe Leroy         | Le Trou                                                                                   | Manu Borelli                               |            |
| 1963                   |                                                                                           |                                            |            |
| Burt Lancaster         | L'home d'Alcatraz (Birdman of Alcatraz)                                                   | Robert Stroud                              |            |
| Charles Laughton       | Tempesta sobre Washington (Advise and Consent)                                            | Seabright "Seeb" Cooley                    |            |
| Robert Ryan            | La fragata infernal (Billy Budd)                                                          | John Claggart                              |            |
| Anthony Quinn          | Lawrence d'Aràbia (Lawrence of Arabia)                                                    | Auda ibu Tayi                              |            |
| George Hamilton        | The Light in the Piazza                                                                   | Fabrizio Naccarelli                        |            |
| Kirk Douglas           | Lonely Are the Brave                                                                      | John W. "Jack" Burns                       |            |
| Jean-Paul Belmondo     | Léon Morin, prêtre                                                                        | Léon Morin                                 |            |
| Georges Wilson         | Una absència tan llarga (Une aussi longue absence)                                        | el rodamón                                 |            |
| 1964                   |                                                                                           |                                            |            |
| Marcello Mastroianni   | Divorci a la italiana (Divorzio all'italiana)                                             | Ferdinando Cefalù                          |            |
| Franco Citti           | Accattone                                                                                 | Vittorio "Accattone" Cataldi               |            |
| Howard Da Silva        | David and Lisa                                                                            | Dr. Swinford                               |            |
| Jack Lemmon            | Dies de vi i roses (Days of Wine and Roses)                                               | Joe Clay                                   |            |
| Paul Newman            | Hud                                                                                       | Hud Bannon                                 |            |
| Gregory Peck           | To Kill a Mockingbird                                                                     | Atticus Finch                              |            |
| 1965                   |                                                                                           |                                            |            |
| Marcello Mastroianni   | Ahir, avui i demà (Ieri, oggi, domani)                                                    | Carmine Sbaratti / Renzo / Augusto Rusconi |            |
| Cary Grant             | Xarada (Charade)                                                                          | Peter Joshua                               |            |
| Sterling Hayden        | Doctor Strangelove (Dr. Strangelove or: How I Learned to Stop Worrying and Love the Bomb) | BG Jack D. Ripper                          |            |
| Sidney Poitier         | Els lliris dels prats (Lilies of the Field)                                               | Homer Smith                                |            |
| 1966                   |                                                                                           |                                            |            |
| Lee Marvin             | Cat Ballou The Killers                                                                    | Kid Shelleen / Tim Strawn Charlie Strom    |            |
| Anthony Quinn          | Zorba the Greek                                                                           | Alexis Zorba                               |            |
| Innokenti Smoktunovski | Hamlet (Gàmlet)                                                                           | Príncep Hamlet                             |            |
| Jack Lemmon            | Presta'm el teu marit (Good Neighbor Sam)                                                 | Sam Bissell                                |            |
| Jack Lemmon            | Com matar la pròpia dona (How to Murder Your Wife)                                        | Stanley Ford                               |            |
| Oskar Werner           | El vaixell dels bojos (Ship of Fools)                                                     | Dr. Wilhelm "Willi" Schumann               |            |
| 1967                   |                                                                                           |                                            |            |
| Rod Steiger            | The Pawnbroker                                                                            | Sol Nazerman                               |            |
| Sidney Poitier         | A Patch of Blue                                                                           | Gordon Ralfe                               |            |
| Jean-Paul Belmondo     | Pierrot el boig (Pierrot le Fou)                                                          | Ferdinand Griffon / "Pierrot"              |            |
| Oskar Werner           | The Spy Who Came in from the Cold                                                         | Fiedler                                    |            |
| 1968                   |                                                                                           |                                            |            |
| Rod Steiger            | En la calor de la nit (In the Heat of the Night)                                          | Bill Gillespie                             |            |
| Warren Beatty          | Bonnie i Clyde (Bonnie and Clyde)                                                         | Clyde Barrow                               |            |
| Orson Welles           | Campanades a mitjanit (Falstaff - Chimes at Midnight)                                     | Sir John Falstaff                          |            |
| Sidney Poitier         | En la calor de la nit (In the Heat of the Night)                                          | detectiu Virgil Tibbs                      |            |

#### Millor actor
| Any              | Actor                                                  | Pel·lícula    | Personatge |
| ---------------- | ------------------------------------------------------ | ------------- | ---------- |
| 1969             |                                                        |               |            |
| Spencer Tracy    | Endevina qui ve a sopar (Guess Who's Coming to Dinner) | Matt Drayton  |            |
| Ron Moody        | Oliver!                                                | Fagin         |            |
| Trevor Howard    | The Charge of the Light Brigade                        | Lord Cardigan |            |
| Nicol Williamson | The Bofors Gun                                         | O'Rourke      |            |

### Dècada del 1970
| Any                | Actor                                                                                                | Pel·lícula                                       | Personatge |
| ------------------ | --- | ------------------------------------------------ | ---------- |
| 1970               | |                                                  |            |
| Dustin Hoffman     | John and Mary Cowboy de mitjanit (Midnight Cowboy)                                                   | John Enrico 'Ratso' Rizzo                        |            |
| Walter Matthau     | Hello, Dolly!                                                                                        | Horace Vandergelder                              |            |
| Walter Matthau     | The Secret Life of an American Wife                                                                  | l'estrella de cinema                             |            |
| Nicol Williamson   | Inadmissible Evidence                                                                                | Bill Maitland                                    |            |
| Alan Bates         | Dones enamorades (Women in Love)                                                                     | Rupert Birkin                                    |            |
| 1971               | |                                                  |            |
| Robert Redford     | Butch Cassidy and the Sundance Kid Downhill Racer Tell Them Willie Boy Is Here (La vall del fugitiu) | Sundance Kid David Chappellet Christopher Cooper |            |
| Paul Newman        | Butch Cassidy and the Sundance Kid                                                                   | Butch Cassidy                                    |            |
| George C. Scott    | Patton                                                                                               | George S. Patton                                 |            |
| Elliott Gould      | M*A*S*H                                                                                              | John McIntyre                                    |            |
| Elliott Gould      | Bob, Carol, Ted i Alice (Bob & Carol & Ted & Alice)                                                  | Ted Henderson                                    |            |
| 1972               | |                                                  |            |
| Peter Finch        | Diumenge, maleït diumenge (Sunday Bloody Sunday)                                                     | Dr. Daniel Hirsh                                 |            |
| Albert Finney      | Gumshoe                                                                                              | Eddie Ginley                                     |            |
| Dustin Hoffman     | Petit gran home (Little Big Man)                                                                     | Jack Crabb                                       |            |
| Dirk Bogarde       | Morte a Venezia                                                                                      | Gustav von Aschenbach                            |            |
| 1973               | |                                                  |            |
| Gene Hackman       | French Connection (The French Connection) L'aventura del Posidó (The Poseidon Adventure)             | Jimmy "Popeye" Doyle Reverend Frank Scott        |            |
| Marlon Brando      | El Padrí (The Godfather)                                                                             | Vito Corleone                                    |            |
| Marlon Brando      | The Nightcomers                                                                                      | Peter Quint                                      |            |
| George C. Scott    | Anatomia d'un hospital (The Hospital)                                                                | Dr. Herbert "Herb" Bock                          |            |
| George C. Scott    | El detectiu i la doctora (They Might Be Giants)                                                      | Justin Playfair                                  |            |
| Robert Shaw        | El jove Winston (Young Winston)                                                                      | Lord Randolph Churchill                          |            |
| 1974               | |                                                  |            |
| Walter Matthau     | Charley Varrick Pete i Tillie (Pete 'n' Tillie)                                                      | Charley Varrick Pete                             |            |
| Marlon Brando      | L'últim tango a París (Ultimo tango a Parigi)                                                        | Paul                                             |            |
| Donald Sutherland  | Steelyard Blues                                                                                      | Jesse Veldini                                    |            |
| Donald Sutherland  | Amenaça a l'ombra (Don't Look Now / A Venezia... un dicembre rosso shocking)                         | John Baxter                                      |            |
| Laurence Olivier   | L'empremta (Sleuth)                                                                                  | Andrew Wyke                                      |            |
| 1975               | |                                                  |            |
| Jack Nicholson     | Chinatown The Last Detail                                                                            | J.J. "Jake" Gittes Billy "Badass" Buddusky       |            |
| Gene Hackman       | La conversa (The Conversation)                                                                       | Harry Caul                                       |            |
| Albert Finney      | Assassinat a l'Orient Express (Murder on the Orient Express)                                         | Hercule Poirot                                   |            |
| Al Pacino          | Serpico                                                                                              | Frank Serpico                                    |            |
| 1976               | |                                                  |            |
| Al Pacino          | El Padrí II (The Godfather Part II) Tarda negra (Dog Day Afternoon)                                  | Michael Corleone Sonny Wortzik                   |            |
| Richard Dreyfuss   | Tauró (Jaws)                                                                                         | Matt Hooper                                      |            |
| Gene Hackman       | French Connection II                                                                                 | Jimmy "Popeye" Doyle                             |            |
| Gene Hackman       | La nit es mou (Night Moves)                                                                          | Harry Moseby                                     |            |
| Dustin Hoffman     | Lenny                                                                                                | Lenny Bruce                                      |            |
| 1977               | |                                                  |            |
| Jack Nicholson     | Algú va volar sobre el niu del cucut (One Flew Over the Cuckoo's Nest)                               | Randle McMurphy                                  |            |
| Robert De Niro     | Taxi Driver                                                                                          | Travis Bickle                                    |            |
| Dustin Hoffman     | Tots els homes del president (All the President's Men)                                               | Carl Bernstein                                   |            |
| Dustin Hoffman     | Marathon Man                                                                                         | Thomas "Babe" Levy                               |            |
| Walter Matthau     | The Bad News Bears                                                                                   | Morris Buttermaker                               |            |
| Walter Matthau     | The Sunshine Boys                                                                                    | Willy Clark                                      |            |
| 1978               | |                                                  |            |
| Peter Finch        | Network                                                                                              | Howard Beale                                     |            |
| William Holden     | Network                                                                                              | Max Schumacher                                   |            |
| Woody Allen        | Annie Hall                                                                                           | Alvy "Max" Singer                                |            |
| Sylvester Stallone | Rocky                                                                                                | Rocky Balboa                                     |            |
| 1979               | |                                                  |            |
| Richard Dreyfuss   | La noia de l'adéu (The Goodbye Girl)                                                                 | Elliot Garfield                                  |            |
| Peter Ustinov      | Mort al Nil (Death on the Nile)                                                                      | Hercule Poirot                                   |            |
| Anthony Hopkins    | Màgic (Magic)                                                                                        | Corky Withers / Fats (veu)                       |            |
| Brad Davis         | L'Exprés de Mitjanit (Midnight Express)                                                              | Billy Hayes                                      |            |

### Dècada del 1980
| Any               | Actor                                                      | Pel·lícula                        | Personatge |
| ----------------- | ---------------------------------------------------------- | --------------------------------- | ---------- |
| 1980              |                                                            |                                   |            |
| Jack Lemmon       | La síndrome de la Xina (The China Syndrome)                | Jack Godell                       |            |
| Woody Allen       | Manhattan                                                  | Isaac Davis                       |            |
| Robert De Niro    | El caçador (The Deer Hunter)                               | Michael "Mike" Vronsky            |            |
| Martin Sheen      | Apocalypse Now                                             | Capità Benjamin L. Willard        |            |
| 1981              |                                                            |                                   |            |
| John Hurt         | L'home elefant (The Elephant Man)                          | John Merrick                      |            |
| Dustin Hoffman    | Kramer contra Kramer (Kramer vs. Kramer)                   | Ted Kramer                        |            |
| Roy Scheider      | Comença l'espectacle (All That Jazz)                       | Joe Gideon                        |            |
| Peter Sellers     | Being There                                                | Chance el jardiner                |            |
| 1982              |                                                            |                                   |            |
| Burt Lancaster    | Atlantic City                                              | Lou Pascal                        |            |
| Jeremy Irons      | La dona del tinent francès (The French Lieutenant's Woman) | Charles Henry Smithson / Mike     |            |
| Robert De Niro    | Toro salvatge (Raging Bull)                                | Jake LaMotta                      |            |
| Bob Hoskins       | El llarg Divendres Sant (The Long Good Friday)             | Harold Shand                      |            |
| 1983              |                                                            |                                   |            |
| Ben Kingsley      | Gandhi                                                     | Mohandas Gandhi                   |            |
| Warren Beatty     | Rojos (Reds)                                               | John Reed                         |            |
| Henry Fonda       | On Golden Pond                                             | Norman Thayer, Jr.                |            |
| Albert Finney     | Shoot the Moon                                             | George Dunlap                     |            |
| Jack Lemmon       | Missing                                                    | Ed Horman                         |            |
| 1984              |                                                            |                                   |            |
| Michael Caine     | Educant la Rita (Educating Rita)                           | Dr. Frank Bryant                  |            |
| Dustin Hoffman    | Tootsie                                                    | Michael Dorsey / Dorothy Michaels |            |
| Michael Caine     | The Honorary Consul                                        | Charley Fortnum, Cònsol           |            |
| Robert De Niro    | The King of Comedy                                         | Rupert Pupkin                     |            |
| 1985              |                                                            |                                   |            |
| Haing S. Ngor     | Els crits del silenci (The Killing Fields)                 | Dith Pran                         |            |
| Sam Waterston     | Els crits del silenci (The Killing Fields)                 | Sydney Schanberg                  |            |
| Tom Courtenay     | L'ajudant de camerino (The Dresser)                        | Norman                            |            |
| Albert Finney     | L'ajudant de camerino (The Dresser)                        | Sir                               |            |
| 1986              |                                                            |                                   |            |
| William Hurt      | O Beijo da Mulher Aranha                                   | Luis Molina                       |            |
| F. Murray Abraham | Amadeus                                                    | Antonio Salieri                   |            |
| Harrison Ford     | L'únic testimoni (Witness)                                 | John Book                         |            |
| Victor Banerjee   | Passatge a l'Índia (A Passage to India)                    | Dr. Aziz Ahmed                    |            |
| 1987              |                                                            |                                   |            |
| Bob Hoskins       | Mona Lisa                                                  | George                            |            |
| Woody Allen       | Hannah i les seves germanes (Hannah and Her Sisters)       | Mickey Sachs                      |            |
| Michael Caine     | Hannah i les seves germanes (Hannah and Her Sisters)       | Elliot                            |            |
| Paul Hogan        | Cocodril Dundee (Crocodile Dundee)                         | Michael "Crocodile" Dundee        |            |
| 1988              |                                                            |                                   |            |
| Sean Connery      | El nom de la rosa (Der Name der Rose)                      | Guillem de Baskerville            |            |
| Gérard Depardieu  | Jean de Florette                                           | Jean Cadoret / "Jean de Florette" |            |
| Yves Montand      | Jean de Florette                                           | César Soubeyran / Le Papet        |            |
| Gary Oldman       | Obre't d'orelles (Prick Up Your Ears)                      | Joe Orton                         |            |
| 1989              |                                                            |                                   |            |
| John Cleese       | Un peix anomenat Wanda (A Fish Called Wanda)               | Archie Leach                      |            |
| Kevin Kline       | Un peix anomenat Wanda (A Fish Called Wanda)               | Otto West                         |            |
| Michael Douglas   | Atracció fatal (Fatal Attraction)                          | Dan Gallagher                     |            |
| Robin Williams    | Good Morning, Vietnam                                      | Adrian Cronauer                   |            |

### Dècada del 1990
| Any                | Actor                                                                         | Pel·lícula                         | Personatge |
| ------------------ | ----------------------------------------------------------------------------- | ---------------------------------- | ---------- |
| 1990               |                                                                               |                                    |            |
| Daniel Day-Lewis   | My Left Foot                                                                  | Christy Brown                      |            |
| Dustin Hoffman     | Rain Man                                                                      | Raymond Babbit                     |            |
| Robin Williams     | El club dels poetes morts (Dead Poets Society)                                | John Keating                       |            |
| Kenneth Branagh    | Enric V (Henry V)                                                             | Enric V d'Anglaterra               |            |
| 1991               |                                                                               |                                    |            |
| Philippe Noiret    | Cinema Paradiso (Nuovo Cinema Paradiso)                                       | Alfredo                            |            |
| Robert De Niro     | Un dels nostres (Goodfellas)                                                  | Jimmy Conway                       |            |
| Sean Connery       | La caça de l'Octubre Roig (The Hunt for Red October)                          | Capità Marko Ramius                |            |
| Tom Cruise         | Born on the Fourth of July                                                    | Ron Kovic                          |            |
| 1992               |                                                                               |                                    |            |
| Anthony Hopkins    | El silenci dels anyells (The Silence of the Lambs)                            | Dr. Hannibal Lecter                |            |
| Kevin Costner      | Ballant amb llops (Dances with Wolves)                                        | John J. Dunbar / Ballant amb llops |            |
| Alan Rickman       | Un fantasma enamorat (Truly, Madly, Deeply)                                   | Jamie                              |            |
| Gérard Depardieu   | Cyrano de Bergerac                                                            | Cyrano de Bergerac                 |            |
| 1993               |                                                                               |                                    |            |
| Robert Downey, Jr. | Chaplin                                                                       | Charles Chaplin                    |            |
| Stephen Rea        | Joc de llàgrimes (The Crying Game)                                            | Fergus                             |            |
| Tim Robbins        | El joc de Hollywood (The Player)                                              | Griffin Mill                       |            |
| Daniel Day-Lewis   | L'últim dels mohicans (The Last of the Mohicans)                              | Nathaniel Poe                      |            |
| 1994               |                                                                               |                                    |            |
| Anthony Hopkins    | El que queda del dia (The Remains of the Day)                                 | James Stevens                      |            |
| Anthony Hopkins    | Shadowlands                                                                   | C. S. Lewis                        |            |
| Liam Neeson        | La llista de Schindler (Schindler's List)                                     | Oskar Schindler                    |            |
| Daniel Day-Lewis   | En el nom del pare (In the Name of the Father)                                | Gerry Conlon                       |            |
| 1995               |                                                                               |                                    |            |
| Hugh Grant         | Quatre bodes i un funeral (Four Weddings and a Funeral)                       | Charles                            |            |
| Tom Hanks          | Forrest Gump                                                                  | Forrest Gump                       |            |
| Terence Stamp      | Les aventures de Priscilla (The Adventures of Priscilla, Queen of the Desert) | Ralph / Bernadette Bassenger       |            |
| John Travolta      | Pulp Fiction                                                                  | Vincent Vega                       |            |
| 1996               |                                                                               |                                    |            |
| Nigel Hawthorne    | La follia del rei George (The Madness of King George)                         | George III                         |            |
| Jonathan Pryce     | Carrington                                                                    | Lytton Strachey                    |            |
| Nicolas Cage       | Leaving Las Vegas                                                             | Ben Sanderson                      |            |
| Massimo Troisi     | Il postino                                                                    | Mario Ruoppolo                     |            |
| 1997               |                                                                               |                                    |            |
| Geoffrey Rush      | Shine                                                                         | David Helfgott                     |            |
| Ralph Fiennes      | El pacient anglès (The English Patient)                                       | Comte László Almásy                |            |
| Ian McKellen       | Ricard III (Richard III)                                                      | Ricard III d'Anglaterra            |            |
| Timothy Spall      | Secrets i mentides (Secrets & Lies)                                           | Maurice Purley                     |            |
| 1998               |                                                                               |                                    |            |
| Robert Carlyle     | The Full Monty                                                                | Gaz Schofield                      |            |
| Kevin Spacey       | L.A. Confidential                                                             | Jack Vincennes                     |            |
| Billy Connolly     | Mrs Brown                                                                     | John Brown                         |            |
| Ray Winstone       | Nil by Mouth                                                                  | Ray                                |            |
| 1999               |                                                                               |                                    |            |
| Roberto Benigni    | La vida és bella (La vita è bella)                                            | Guido                              |            |
| Michael Caine      | Little Voice                                                                  | Ray Say                            |            |
| Tom Hanks          | Salvem el soldat Ryan (Saving Private Ryan)                                   | Capità John H. Miller              |            |
| Joseph Fiennes     | Shakespeare in Love                                                           | William Shakespeare                |            |

### Dècada del 2000
| Any                    | Actor                                                                                              | Pel·lícula                         | Personatge |
| ---------------------- | -------------------------------------------------------------------------------------------------- | ---------------------------------- | ---------- |
| 2000                   | |                                    |            |
| Kevin Spacey           | American Beauty                                                                                    | Lester Burnham                     |            |
| Om Puri                | East Is East                                                                                       | George Khan                        |            |
| Ralph Fiennes          | El final de l'idil·li (The End of the Affair)                                                      | Maurice Bendrax                    |            |
| Russell Crowe          | El dilema (The Insider)                                                                            | Jeffrey Wigand                     |            |
| Jim Broadbent          | Topsy-Turvy                                                                                        | W. S. Gilbert                      |            |
| 2001                   | |                                    |            |
| Jamie Bell             | Billy Elliot                                                                                       | Billy Elliot                       |            |
| Russell Crowe          | Gladiator                                                                                          | Maximus Decimus Meridius           |            |
| Michael Douglas        | Joves prodigiosos (Wonder Boys)                                                                    | Grady Tripp                        |            |
| Tom Hanks              | Nàufrag (Cast Away)                                                                                | Chuck Noland                       |            |
| Geoffrey Rush          | Quills                                                                                             | Marquès de Sade                    |            |
| 2002                   | |                                    |            |
| Russell Crowe          | Una ment meravellosa (A Beautiful Mind)                                                            | John Nash                          |            |
| Jim Broadbent          | Iris                                                                                               | John Bayley                        |            |
| Ian McKellen           | El Senyor dels Anells: La Germandat de l'Anell (The Lord of the Rings: The Fellowship of the Ring) | Gandalf                            |            |
| Kevin Spacey           | Lligant caps (The Shipping News)                                                                   | Quoyle                             |            |
| Tom Wilkinson          | A l'habitació (In the Bedroom)                                                                     | Matt Fowler                        |            |
| 2003                   | |                                    |            |
| Daniel Day-Lewis       | Gangs of New York                                                                                  | William "Bill the Butcher" Cutting |            |
| Adrien Brody           | El pianista (The Pianist)                                                                          | Władysław Szpilman                 |            |
| Nicolas Cage           | Adaptation: el lladre d'orquídies (Adaptation.)                                                    | Donald i Charlie Kaufman           |            |
| Michael Caine          | L'americà impassible (The Quiet American)                                                          | Thomas Fowler                      |            |
| Jack Nicholson         | About Schmidt                                                                                      | Warren Schmidt                     |            |
| 2004                   | |                                    |            |
| Bill Murray            | Lost in Translation                                                                                | Bob Harris                         |            |
| Benicio del Toro       | 21 Grams                                                                                           | Jack Jordan                        |            |
| Johnny Depp            | Pirates of the Caribbean: The Curse of the Black Pearl                                             | Captain Jack Sparrow               |            |
| Jude Law               | Cold Mountain                                                                                      | W. P. Inman                        |            |
| Sean Penn              | Mystic River                                                                                       | Jimmy Markum                       |            |
| 2005                   | |                                    |            |
| Jamie Foxx             | Ray                                                                                                | Ray Charles                        |            |
| Jim Carrey             | Eternal Sunshine of the Spotless Mind                                                              | Joel Barish                        |            |
| Johnny Depp            | Descobrir el País de Mai Més (Finding Neverland)                                                   | Sir James Matthew Barrie           |            |
| Leonardo DiCaprio      | L'aviador (The Aviator)                                                                            | Howard Hughes                      |            |
| Gael García Bernal     | Diarios de motocicleta                                                                             | Ernesto "Che" Guevara              |            |
| 2006                   | |                                    |            |
| Philip Seymour Hoffman | Capote                                                                                             | Truman Capote                      |            |
| Ralph Fiennes          | The Constant Gardener                                                                              | Justin Quayle                      |            |
| Heath Ledger           | Brokeback Mountain                                                                                 | Ennis Del Mar                      |            |
| Joaquin Phoenix        | A la corda fluixa (Walk the Line)                                                                  | Johnny Cash                        |            |
| David Strathairn       | Bona nit i bona sort (Good Night, and Good Luck)                                                   | Edward R. Murrow                   |            |
| 2007                   | |                                    |            |
| Forest Whitaker        | The Last King of Scotland                                                                          | Idi Amin                           |            |
| Daniel Craig           | Casino Royale                                                                                      | James Bond                         |            |
| Leonardo DiCaprio      | Infiltrats (The Departed)                                                                          | William "Billy" Costigan, Jr.      |            |
| Richard Griffiths      | The History Boys                                                                                   | Hector                             |            |
| Peter O'Toole          | Venus                                                                                              | Maurice Russell                    |            |
| 2008                   | |                                    |            |
| Daniel Day-Lewis       | Pous d'ambició (There Will Be Blood)                                                               | Daniel Plainview                   |            |
| George Clooney         | Michael Clayton                                                                                    | Michael Clayton                    |            |
| James McAvoy           | Expiació (Atonement)                                                                               | Robbie Turner                      |            |
| Viggo Mortensen        | Promeses de l'est (Eastern Promises)                                                               | Nikolai Luzhin                     |            |
| Ulrich Mühe            | La vida dels altres (Das Leben der Anderen)                                                        | Gerd Wiesler                       |            |
| 2009                   | |                                    |            |
| Mickey Rourke          | El lluitador (The Wrestler)                                                                        | Randy "The Ram" Robinson           |            |
| Frank Langella         | Frost/Nixon                                                                                        | Richard Nixon                      |            |
| Dev Patel              | Slumdog Millionaire                                                                                | Jamal Malik                        |            |
| Sean Penn              | Em dic Harvey Milk (Milk)                                                                          | Harvey Milk                        |            |
| Brad Pitt              | El curiós cas de Benjamin Button (The Curious Case of Benjamin Button)                             | Benjamin Button                    |            |

### Dècada del 2010
| Any                  | Actor                                                         | Pel·lícula                       | Personatge |
| -------------------- | ------------------------------------------------------------- | -------------------------------- | ---------- |
| 2010                 |                                                               |                                  |            |
| Colin Firth          | A Single Man                                                  | George Falconer                  |            |
| Jeff Bridges         | Crazy Heart                                                   | Otis "Bad" Blake                 |            |
| George Clooney       | Up in the Air                                                 | Ryan Bingham                     |            |
| Jeremy Renner        | En terra hostil (The Hurt Locker)                             | William James                    |            |
| Andy Serkis          | Sex & Drugs & Rock & Roll                                     | Ian Dury                         |            |
| 2011                 |                                                               |                                  |            |
| Colin Firth          | El discurs del rei (The King's Speech)                        | Jordi VI del Regne Unit          |            |
| Javier Bardem        | Biutiful                                                      | Uxbal                            |            |
| Jeff Bridges         | True Grit                                                     | Reuben "Rooster" Cogburn         |            |
| Jesse Eisenberg      | La xarxa social (The Social Network)                          | Mark Zuckerberg                  |            |
| James Franco         | 127 hores (127 Hours)                                         | Aron Ralston                     |            |
| 2012                 |                                                               |                                  |            |
| Jean Dujardin        | The Artist                                                    | George Valentin                  |            |
| George Clooney       | The Descendants                                               | Matthew "Matt" King              |            |
| Michael Fassbender   | Shame                                                         | Brandon Sullivan                 |            |
| Gary Oldman          | El talp (Tinker Tailor Soldier Spy)                           | George Smiley                    |            |
| Brad Pitt            | Moneyball                                                     | Billy Beane                      |            |
| 2013                 |                                                               |                                  |            |
| Daniel Day-Lewis     | Lincoln                                                       | Abraham Lincoln                  |            |
| Ben Affleck          | Argo                                                          | Tony Mendez                      |            |
| Bradley Cooper       | Silver Linings Playbook                                       | Patrick "Pat" Solitano, Jr.      |            |
| Hugh Jackman         | Els miserables (Les Misérables)                               | Jean Valjean                     |            |
| Joaquin Phoenix      | The Master                                                    | Freddie Quell                    |            |
| 2014                 |                                                               |                                  |            |
| Chiwetel Ejiofor     | 12 anys d'esclavitud (12 Years a Slave)                       | Solomon Northup                  |            |
| Christian Bale       | American Hustle                                               | Irving Rosenfeld                 |            |
| Bruce Dern           | Nebraska                                                      | Woody Grant                      |            |
| Leonardo DiCaprio    | The Wolf of Wall Street                                       | Jordan Belfort                   |            |
| Tom Hanks            | Capità Phillips (Captain Phillips)                            | Richard Phillips                 |            |
| 2015                 |                                                               |                                  |            |
| Eddie Redmayne       | The Theory of Everything                                      | Stephen Hawking                  |            |
| Benedict Cumberbatch | The Imitation Game (Desxifrant l'Enigma) (The Imitation Game) | Alan Turing                      |            |
| Ralph Fiennes        | The Grand Budapest Hotel                                      | Monsieur Gustave H.              |            |
| Jake Gyllenhaal      | Nightcrawler                                                  | Louis "Lou" Bloom                |            |
| Michael Keaton       | Birdman                                                       | Riggan Thomson                   |            |
| 2016                 |                                                               |                                  |            |
| Leonardo DiCaprio    | The Revenant                                                  | Hugh Glass                       |            |
| Bryan Cranston       | Trumbo                                                        | Dalton Trumbo                    |            |
| Matt Damon           | The Martian                                                   | Mark Watney                      |            |
| Michael Fassbender   | Steve Jobs                                                    | Steve Jobs                       |            |
| Eddie Redmayne       | The Danish Girl                                               | Lili Elbe / Einar Wegener        |            |
| 2017                 |                                                               |                                  |            |
| Casey Affleck        | Manchester by the Sea                                         | Lee Chandler                     |            |
| Andrew Garfield      | Hacksaw Ridge                                                 | Desmond T. Doss                  |            |
| Jake Gyllenhaal      | Nocturnal Animals                                             | Edward Sheffield / Tony Hastings |            |
| Ryan Gosling         | La La Land                                                    | Sebastian Wilder                 |            |
| Viggo Mortensen      | Capità fantàstic (Captain Fantastic)                          | Ben Cash                         |            |
| 2018                 |                                                               |                                  |            |
| Gary Oldman          | Darkest Hour                                                  | Winston Churchill                |            |
| Jamie Bell           | Film Stars Don't Die in Liverpool                             | Peter Turner                     |            |
| Timothée Chalamet    | Digue'm pel teu nom (Call Me by Your Name)                    | Elio Perlman                     |            |
| Daniel Day-Lewis     | El fil invisible (Phantom Thread)                             | Reynolds Woodcock                |            |
| Daniel Kaluuya       | Get Out                                                       | Chris Washington                 |            |
| 2019                 |                                                               |                                  |            |
| Rami Malek           | Bohemian Rhapsody                                             | Freddie Mercury                  |            |
| Christian Bale       | El vici del poder (Vice)                                      | Dick Cheney                      |            |
| Steve Coogan         | El gras i el prim (Stan & Ollie)                              | Stan Laurel                      |            |
| Bradley Cooper       | A Star Is Born                                                | Jackson Maine                    |            |
| Viggo Mortensen      | Green Book                                                    | Frank "Tony Lip" Vallelonga      |            |

### Dècada del 2020
| Any                       | Actor                                                | Pel·lícula                     | Personatge |
| ------------------------- | ---------------------------------------------------- | ------------------------------ | ---------- |
| 2020                      |                                                      |                                |            |
| Joaquin Phoenix           | Joker                                                | Arthur Fleck / Joker           |            |
| Leonardo DiCaprio         | Once Upon a Time in Hollywood                        | Rick Dalton                    |            |
| Adam Driver               | Marriage Story                                       | Charlie Barber                 |            |
| Taron Egerton             | Rocketman                                            | Elton John                     |            |
| Jonathan Pryce            | The Two Popes                                        | Cardenal Jorge Mario Bergoglio |            |
| 2021                      |                                                      |                                |            |
| Anthony Hopkins           | El pare (The Father)                                 | Anthony                        |            |
| Riz Ahmed                 | Sound of Metal                                       | Ruben Stone                    |            |
| Chadwick Boseman (pòstum) | Ma Rainey's Black Bottom                             | Levee Green                    |            |
| Adarsh Gourav             | The White Tiger                                      | Balram Halwai                  |            |
| Mads Mikkelsen            | Una altra ronda (Druk)                               | Martin                         |            |
| Tahar Rahim               | The Mauritanian                                      | Mohamedou Ould Slahi           |            |
| 2022                      |                                                      |                                |            |
| Will Smith                | King Richard                                         | Richard Williams               |            |
| Adeel Akhtar              | Ali i Ava (Ali & Ava)                                | Ali                            |            |
| Mahershala Ali            | Swan Song                                            | Cameron Turner                 |            |
| Benedict Cumberbatch      | The Power of the Dog                                 | Phil Burbank                   |            |
| Leonardo DiCaprio         | Don't Look Up                                        | Dr. Randall Mindy              |            |
| Stephen Graham            | Boiling Point                                        | Andy Jones                     |            |
| 2023                      |                                                      |                                |            |
| Austin Butler             | Elvis                                                | Elvis Presley                  |            |
| Colin Farrell             | The Banshees of Inisherin                            | Pádraic Súilleabháin           |            |
| Brendan Fraser            | The Whale                                            | Charlie                        |            |
| Daryl McCormack           | Bona sort, Leo Grande (Good Luck to You, Leo Grande) | Leo Grande / Connor            |            |
| Paul Mescal               | Aftersun                                             | Calum Paterson                 |            |
| Bill Nighy                | Living                                               | Mr. Williams                   |            |

Nota: Entre 1965 i 1974, diversos actors van ser nominats per a múltiples actuacions en un sol any; cadascuna compta com una nominació. Les dues mencions per a Michael Caine (1984) i Anthony Hopkins (1994) compten com a dues nominacions separades cada vegada.